# Ägenberg-Ofenloch
Das Gebiet Ägenberg-Ofenloch ist ein mit Verordnung vom 28. Mai 2002 durch das Regierungspräsidium Tübingen ausgewiesenes Naturschutzgebiet im Alb-Donau-Kreis.

## Lage
Das Naturschutzgebiet Ägenberg-Ofenloch liegt westlich und nördlich des Langenauer Stadtteils Hörvelsingen im Naturraum Lonetal-Flächenalb.

## Schutzzweck
Wesentlicher Schutzzweck ist laut Schutzgebietsverordnung „die Erhaltung einer durch morphologische, geologische und klimatische Besonderheiten ausgezeichneten, landschaftsprägenden Wacholderheide mit wertvollen Magerrasen, Erdanrissen, Hecken, Feldgehölzen und naturnahem Kiefernsukzessionswald zur Lebensraumsicherung der gefährdeten Flora und Fauna, besonders der Schmetterlinge und Wildbienen der trockenwarmen Heide sowie der Hecken- und Gebüschbrüter; der Schutz der Wacholderheide und der Umgebung vor Aufforstung und anderen Nutzungsintensivierungen, besonders vor übermäßigem Freizeitbetrieb; die Erhaltung des Gebiets als integraler Bestandteil einer Biotopvernetzung und Landschaftsentwicklung und als Zeugnis der früheren Wirtschaftsweise von hohem landeskulturellem Wert.“

## Zusammenhängende Schutzgebiete
Das Naturschutzgebiet liegt eingebettet in das Landschaftsschutzgebiet Ofenloch-Hagener Tobel und ist Bestandteil des FFH-Gebiets Kuppenalb bei Laichingen und Lonetal.